# Bragado (partido)
Bragado (Partido de Bragado) is een partido in de Argentijnse provincie Buenos Aires. Het bestuurlijke gebied telt 40.259 inwoners. Tussen 1991 en 2001 daalde het inwoneraantal met 0,45 %.

## Plaatsen in partido Bragado
- Asamblea
- Bragado
- Comodoro Py
- General Eduardo O'Brien
- Irala
- La Limpia
- Máximo Fernández
- Mechita
- Olascoaga
- Warnes